# Prix de la Fondation du Japon
Les prix de la Fondation du Japon distinguent les personnes et organisations pour leur contribution importante à « l'amélioration de la compréhension mutuelle entre le Japon et d'autres pays ». Les activités dans un domaine académique ou culturel sont récompensées par la Fondation du Japon chaque année depuis 1973. Les prix contribuent à faire avancer la mission de la Fondation relativement à la langue et la culture japonaises.
Les Prix de la Fondation du Japon sont à l'origine composés de deux types de prix : les prix de la Fondation du Japon et les prix spéciaux de la Fondation du Japon. Ces prix sont à présent intégrés en trois catégories : « Arts et Culture », « langue japonaise » et « études japonaises et échanges intellectuels » depuis 2008.

## Lauréats

### Prix de la fondation du Japon

#### 1973
- Serge Elisseeff (Professeur, université Harvard / Études japonaises) [États-Unis]
- Maison internationale du Japon, Inc. [Japon]
- Japan Society [États-Unis]
- Université Sophia [Japon]

#### 1974
- James William Fulbright (ancien sénateur) [États-Unis]
- Bernard Leach (potier) [Royaume-Uni]

#### 1975
- Edwin Oldfather Reischauer (Professor, Harvard University; Former Ambassador to Japan / Japanese Studies) [États-Unis]
- Kojiro Yoshikawa (Professor Emeritus, Kyoto University; Chairman, The Institute of Eastern Culture) [Japon]

#### 1976
- John Whitney Hall (Professeur, Yale University / Histoire du Japon moderne) [Union Européenne]
- Robert E. Ward (Professeur, Stanford University / Politique) [Union Européenne]
- Tōyō Bunko [Japon]

#### 1977
- Ronald Philip Dore (Professor, University of Sussex) [Royaume-Uni]
- Choei Ishibashi (Chairman, International Medical Society of Japan / Pediatrics) [Japon]
- Meiji Newspapers and Magazine Library, the Faculty of Laws, the University of Tokyo [Japon]

#### 1978
- Frank James Daniels (Professor Emeritus, University of London / Japanese Language Teaching Methodology) [Royaume-Uni]
- James Lanius Stewart (Representative in Japan, The Asian Foundation) [États-Unis]
- Yasaka Takagi (Professor Emeritus, University of Tokyo; Member, The Japan Academy / U.S. Political History) [Japon]

#### 1979
- Charles Burton Fahs (Former Minister at U.S. Embassy in Tokyo; Former Professor, Miami University) [États-Unis]
- Robert Guillain (journaliste) [France]
- Shigeharu Matsumoto (Chairman, The International House of Japan, Inc.) [Japon]

#### 1980
- George Cyril Allen (Professor Emeritus, University of London / Japanese Studies) [Royaume-Uni]
- Hugh Borton (Senior Researcher, Asian Institute, Columbia University) [États-Unis]
- Shinobu Iwamura (Professor Emeritus, Kyoto University / Eastern Studies) [Japon]

#### 1981
- Ungku Abdul Aziz (Vice Chancellor, University of Malaya / Economics) [Malaisie]
- George Richard Storry (Professor Emeritus, University of Oxford / Japanese Studies) [Royaume-Uni]
- The Institute of Eastern Culture [Japon]

#### 1982
- Yoshitaro Amano (Honorary Director, The Museo Amano of Peru) [Pérou]
- Marius Berthus Jansen (Professor, Princeton University / Japanese Studies) [États-Unis]
- Akira Kurosawa (réalisateur) [Japon]

#### 1983
- Donald Keene (Professor, Columbia University / Japanese Literature) [États-Unis]
- René Sieffert (President, l'Institut National des Langues et Civilisations Orientales [INALCO]) [France]
- Shinichi Suzuki (President & Director, Talent Education Institute) [Japon]

#### 1984
- Sir John Grenfell Crawford (Former Chancellor, Australian National University / Economics) [Australie]
- Yoichi Maeda (Managing Director, The International House of Japan, Inc.) [Japon]
- Edward Seidensticker (professeur, Columbia University / Japanese Literature) [États-Unis]

#### 1985
- Bernard Frank (professeur, Collège de France / Japanese Literature, Religious Thought) [France]
- Eleanor Jorden (Professor, Cornell University / Linguistics, Japanese Language Teaching) [États-Unis]

#### 1986
- Fosco Maraini (President, Italian Association for Japanese Studies / Anthropology) [Italie]
- The Japan Society of Northern California [États-Unis]

#### 1987
- James William Morley (Professor, Columbia University / International Relations) [États-Unis]
- Chie Nakane (Professor Emerita, University of Tokyo / Social Anthropology) [Japon]

#### 1988
- Seiji Ozawa (Music Director, Boston Symphony Orchestra) [Japon]
- Xia Yan (Vice-President, All-China Federation of Literary and Art Circles) [Chine]

#### 1989
- David MacEachron (Advisor to the Board of Directors, the Japan Society (NY)) [États-Unis]
- Alexander Slawik (Professor Emeritus, The University of Vienna / Ethnology, Asian Studies) [Autriche]

#### 1990
- Wieslaw Roman Kotanski (Professor, The University of Warsaw / Japanese Studies) [Pologne]
- Tadao Umesao (Director-General, National Museum of Ethnology) [Japon]

#### 1991
- Byong-sam Han (Director-General, National Museum of Korea / Anthropology) [Corée]
- Ian Nish (en) (Professor Emeritus, London School of Economics, University of London / Anglo-Japanese relations) [Royaume-Uni]

#### 1992
- Sutan Takdir Alisjahbana (en) (recteur, Universitas Nasional / Literature) [Indonésie]
- Frits Vos (Professor Emeritus, Leiden University / Japanese Studies) [Pays-Bas]

#### 1993
- Josef Pittau, S.J. (President, The Pontifical Gregorian University) [Italie]
- Toru Takemitsu (compositeur) [Japon]

#### 1994
- Toshio Kawatake (Professor Emeritus, Waseda University) [Japon]
- Heinrich Pfeiffer (Secretary General, Alexander von Humboldt Foundation) [Allemagne]

#### 1995
- Donald Richie (Writer / Film Historian) [États-Unis]
- Soshitsu Sen (Grand Master, Urasenke Tradition of Tea) [Japon]

#### 1996
- Lee O-young (Chair Professor, Ewha Women's University) [Corée]
- Ezra Feivel Vogel (Director, Fairbank Center for East-Asia Research, Harvard University) [États-Unis]

#### 1997
- Roger Goepper (Professor, University of Cologne) [Allemagne]
- Ping-hua Sun (President, The China-Japan Friendship Association) [Chine]

#### 1998
- Ikuma Dan (Composer, Member of the Art Academy of Japan) [Japon]
- Robert Anthony Scalapino (en) (Robson Research Professor of Government Emeritus, University of California at Berkeley) [États-Unis]

#### 1999
- Frank Gibney (en) (President, The Pacific Basin Institute at Pomona College) [États-Unis]
- Wolfgang Sawallisch (chef d'orchestre, Music Director of the Philadelphia Orchestra Honorary Conductor Laureate of the NHK Symphony Orchestra) [Allemagne]

#### 2000
- Myong Kwan Chi (Director,Institute of Japanese Studies, Hallym University) [Corée]
- Yoneo Ishii (President, Kanda University of International Studies) [Japon]

#### 2001
- William G. Beasley (Emeritus Professor of the History of the Far East, University of London) [U.K]
- Ikuo Hirayama (Artist) [Japon]

#### 2002
- Gerald L. Curtis (Burgess Professor of Political Science, Columbia University) [États-Unis]
- Makoto Ooka (Poet) [Japon]

#### 2003
- Yoshiaki Ishizawa (Professor, Faculty of Foreign Studies, Sophia University) [Japon]
- Josef Kreiner (Director, Institute of Japanese Studies, The University of Bonn) [Autriche]

#### 2004
- Toshiko Akiyoshi (Jazz Pianist, Jazz Music Composer) [Japon]

#### 2005
- Hayao Miyazaki (Animated Film Director) [Japon]

#### 2006
- Joe and Etsuko Price (Directors, The Shin'enKan Foundation) [États-Unis]

#### 2007
- Royall Tyler (Former Professor and Head of the Japan Centre, Faculty of Asian Studies, université nationale australienne

#### 2008
- Arts and Culture : Marco Muller (Director of the Venice International Film Festival) [Italie]
- Japanese Language : Angela Hondru (Professor of Japanese Literature and Civilization, Hyperion University) [Roumanie]
- Japanese Studies and Intellectual Exchange : Kenneth B. Pyle (en) (Professor, University of Washington) [États-Unis]

#### 2009
- Arts and Culture : Boris Akounine (écrivain) [Russie]
- Japanese Language : Alliance of Associations of Teachers of Japanese (AATJ) [États-Unis]
- Japanese Studies and Intellectual Exchange : Arthur Stockwin (Former director of the Nissan Institute of Japanese Studies at the University of Oxford) [G.B]

#### 2010
- Arts and Culture : Tadao Sato (critique de cinéma) [Japon]
- Japanese Language : Savitri Vishwanathan (Former Professor of Japanese Studies, University of Delhi) [Inde]
- Japanese Studies and Intellectual Exchange: Ben-Ami Shillony (Professor Emeritus of Japanese Studies, The Hebrew University of Jerusalem) [Israël]

#### 2011
- Arts and Culture : Tambuco (en) ensemble de percussions [Mexique]
- Japanese Language : Department of Japanese and Japanese Literature, Faculty of Arts, Cairo University [Égypte]
- Japanese Studies and Intellectual Exchange : Augustin Berque (Retired Professor, School of Advanced Studies in the Social Sciences) [France]

### Prix spéciaux
De 1974 à 2007, Special Prizes have been conferred, supplementing the list of those recognized by the Foundation.

#### 1974
- Japan Center for International Exchange (en) [Japon]
- The Japanese Cultural Society, Singapore [Singapour]

#### 1975
- The Asian Students Cultural Association [Japon]
- The European Association for Japanese Studies [Europe]
- The Maison Franco-Japonaise [Japon]

#### 1976
- Deutsche Gesellschaft für Natur-und Völkerkunde Ostasiens [à Tokyo]
- The Fukuoka UNESCO Association [Japon]

#### 1977
- The International Society for Educational Information [Japon]
- Simul International, Inc. [Japon]

#### 1978
- The Tokyo School of Japanese Language, The Institute for Research in Linguistic Culture [Japon]
- The Kodokan [Japan]

#### 1979
- The Australia, Japan and Western Pacific Economic Relations Research Committee, A.N.U. [Australie]
- Ken Kurihara (Compilatory Staff, Diplomatic Record Office) [Japon]

#### 1980
- Africa Society of Japan [Japan]
- The Society for Teaching Japanese as a Foreign Language [Japon]

#### 1981
- The Nihon Ki-in [Japan]
- Publishers Association for Cultural Exchange, Japan [Japon]

#### 1982
- The Asiatic Society of Japan [in Tokyo]
- The Inter-University Center for Japanese Language Studies [à Tokyo]

#### 1983
- The Asian Cultural Centre for UNESCO [Japon]
- The International Students Institute [Japon]

#### 1984
- AFS International / Intercultural Programs, Inc. [États-Unis]
- Kawakita Memorial Film Institute [Japon]

#### 1985
- The International Education Center [Japon]
- Japan-China Cultural Exchange Association [Japon]

#### 1986
- Shotaro Iida (Associate Professor, University of British Columbia / Indian Studies, Buddhism) [Canada]
- The Japan-Netherlands Institute [Japon]

#### 1987
- Lokesh Chandra (Director, International Academy of Indian Culture / Buddhism) [Inde]
- Josef Kreiner (Professor, Bonn University / Japanese Ethnology) [Autriche]

#### 1988
- Japanese Canadian Cultural Centre (Toronto) [Canada]
- Jean-Jacques Origas (Professor, l'Institut National des Langues et Civilisations Orientales) [France]

#### 1989
- Akio Hosono (Professor, The University of Tsukuba / Economics, Latin American Studies) [Japon]
- Japan Association for Foreign Student Affairs [Japon]

#### 1990
- The Indonesian Foundation for Intercultural Learning [Indonésie]
- The University of Tokyo Press [Japon]

#### 1991
- La Asociacion Argentino-Japonesa (Argentine-Japanese Association) [Argentine]
- Japan Silver Volunteers, Inc. [Japon]

#### 1992
- The Association for Japanese-Language Teaching [Japon]
- Peter Kornicki (University Lecturer in Japanese, University of Cambridge) [Royaume-Uni] / Nozomu Hayashi (Associate Professor, Toyoko Gakuen Women's College / Littérature japonaise) [Japon]
- Yuriko Kuronuma (violoniste, President of Academia Yuriko Kuronuma) [Mexique]

#### 1993
- Iwanami Hall [Japon]
- Tatyana Lyvovna Sokolova-Delyusina (traducteur, membre du comité de littérature de Moscou) [Russie]

#### 1994
- Kōdansha International Ltd. [Japon]
- Phaisith Phipatanakul (Secretary General, National Assembly) [Thaïlande]

#### 1995
- The Association for the Conservation of National Treasures [Japon]
- Haji Abdul Razak Abdul Hamid (en) (Head, Look East Policy Programme, Centre of Preparatory Education, MARA Institute of Technology) [Malaysia][3].

#### 1996
- Donald Keene Center of Japanese Culture, Columbia University [États-Unis]
- Midori Goto (violoniste / Founder and President of the Midori Foundation) [Japon / États-Unis]

#### 1997
- Centre of Japanese Art and Technology "Manggha" in Cracow [Pologne]
- Kai Nieminen (traducteur de littérature japonaise, japonologue, écrivain) [Finlande]

#### 1998
- Thomas Erdos (Artistic Director, Theatre de la Ville) [France]
- Pusan Korea-Japan Cultural Exchange Assoiciation [Corée]
- Suntory Foundation [Japon]

#### 1999
- Japanese American National Museum (en) [États-Unis]
- Ahmet Mete Tuncoku (Professor, Middle East Technical University) [Turquie]
- Tadashi Yamamoto (President, Japan Center for International Exchange) [Japon]

#### 2000
- The Daido Life Foundation [Japon]
- Tikotin Museum of Japanese Art, Haifa Museums [Israël]
- Willy Freddy Vande Walle (Department Chair Section of Japanese Studies, Department of Oriental and Slavonic Studies, The Catholic University of Leuven) [Belgique]

#### 2001
- Kosta Balabanov (President of the Society for Macedonian-Japanese Friendship and Cooperation, Honorary Consul-General of Japan in Skopje) [Macédoine]
- The Berliner Festspiele [Allemagne]
- Naoyuki Miura (President, Artistic Director of Music From Japan, Inc.) [Japon]

#### 2002
- Mouvement Japanese Mothers for Foreign Students de la YWCA de Tokyo [Japon]
- The Old Japan Students' Association, Thailand (OJSAT) [Thaïlande]
- Warsaw University, Oriental Studies Institute, Department of Japanese and Korean Studies [Pologne]

#### 2003
- Far Eastern National University, Institute of Oriental Studies [Russie]
- Mikio Kato (Trustee and Executive Director, International House of Japan) [Japon]
- Turkish Japanese Foundation [Turquie]

#### 2004
- James Quandt (Senior Programmer, Cinematheque Ontario) [Canada]
- Kurayoshi Takara (Professor, Faculty of Law and Letters, the University of the Ryukyus) [Japon]
- Dok Bong Yi (Professor, Division of Foreign Languages, Dongduk Women's University) [Corée]

#### 2005
- China Japanese Educational Association [Chine]
- Tabassum Kashmiri (Former Foreign Instructor, Osaka University of Foreign Studies) [Pakistan]
- Philippine Educational Theater Association [Philippines]

#### 2006
- Yongdeok Kim (doyen, Graduate School of International Studies, Seoul National University) [Corée]
- Saint-Petersburg State University, Faculty of Asian and African Studies [Russie]
- Yamagata International Documentary Film Festival Organizing Committee [Japon]

#### 2007
- Ayse Selcuk Esenbel (professeur à l'Université du Bosphore) [Turquie]
- Levy Hideo (romancier; professeur à la Hosei University) [États-Unis]
- Fram Kitagawa (Art Director; Chairman, Art Forum Gallery Co.) [Japon]